# 费奥多尔·彼得罗维奇·利特克

弗里德里希·本亚明·冯·吕特克

弗里德里希·本亚明·冯·吕特克伯爵（德語：Friedrich Benjamin von Lütke，1797年9月28日—1882年8月20日），俄语名费奥多尔·彼得罗维奇·利特克（俄语：Фёдор Петро́вич Ли́тке），波罗的海德意志航海家、地理学家、北极探险家。
他的祖父约翰·F·吕特克（Johann F. Lütke）是一名路德教牧师、自然科学和神学家，在1745年从德国来到莫斯科传教，受此影响费奥多尔成为了路德教徒。吕特克尔小时候在一个讲德语学校里学习。他的母语是德语，经常用带有德语的腔调说俄语。
1813年加入俄国海军。他于1817年至1819年在“堪察加”号船上，加入瓦西里·米哈伊洛维奇·戈洛夫宁的环球航行。1821年至1824年，利特克对新地岛沿岸、白海以及巴伦支海东部地区进行探险。1826年8月20日至1829年8月25日，他乘坐Senyavin号进行环球航行，自喀琅施塔得出发绕过合恩角。